# Дево, Андре
Андре Дево (англ. Andre Deveaux; род. 23 февраля 1984, Фрипорт, Багамские острова) — багамский и канадский хоккеист, правый нападающий. В настоящее время свободный агент. Первый багамский игрок в НХЛ и КХЛ.

## Карьера
Дево был выбран «Монреалем» на Драфте НХЛ 2002 года, под общим 182-м номером, однако ни одного матча за «Канадиенс» он не провёл. После драфта Дево играл за клубы АХЛ «Спрингфилд Фэлконс» и «Чикаго Вулвз», выиграв с «Чикаго» Кубок Колдера. В начале сезона 2008-09 Андре подписал контракт с «Торонто Мэйпл Лифс», однако прежде чем дебютировать в составе «Торонто», он 5 месяцев играл за фарм-клуб «Мэйпл Лифс» — «Торонто Марлис». Дебют Дево в НХЛ произошёл 27 ноября 2008 года.
Сезон 2010/2011 играл в клубе АХЛ «Чикаго Вулвз». В 2011 году подписал контракт с «Нью-Йорк Рейнджерс», однако большинство игр провел в фарм-клубе «Коннектикут Уэйл».
В 2012 году подписал двухлетнее соглашение с «Флоридой Пантерз», хотя весь сезон 2012/13 провел в АХЛ, играя за «Сан-Антонио Рэмпэйдж».
В октябре 2013 года перешёл в клуб КХЛ «Автомобилист».

## Достижения
Чикаго Вулвз
- Обладатель Кубка Колдера: 2008